# Cmentarz mennonicki w Wielkich Walichnowych
Cmentarz mennonicki w Wielkich Walichnowych – zabytkowa nekropolia mennonitów położona w miejscowości Wielkie Walichnowy. Jest jednym z wielu cmentarzy tego wyznania, rozsianych po Nizinie Walichnowskiej, na której mennonici osiedlali się od XVII wieku.

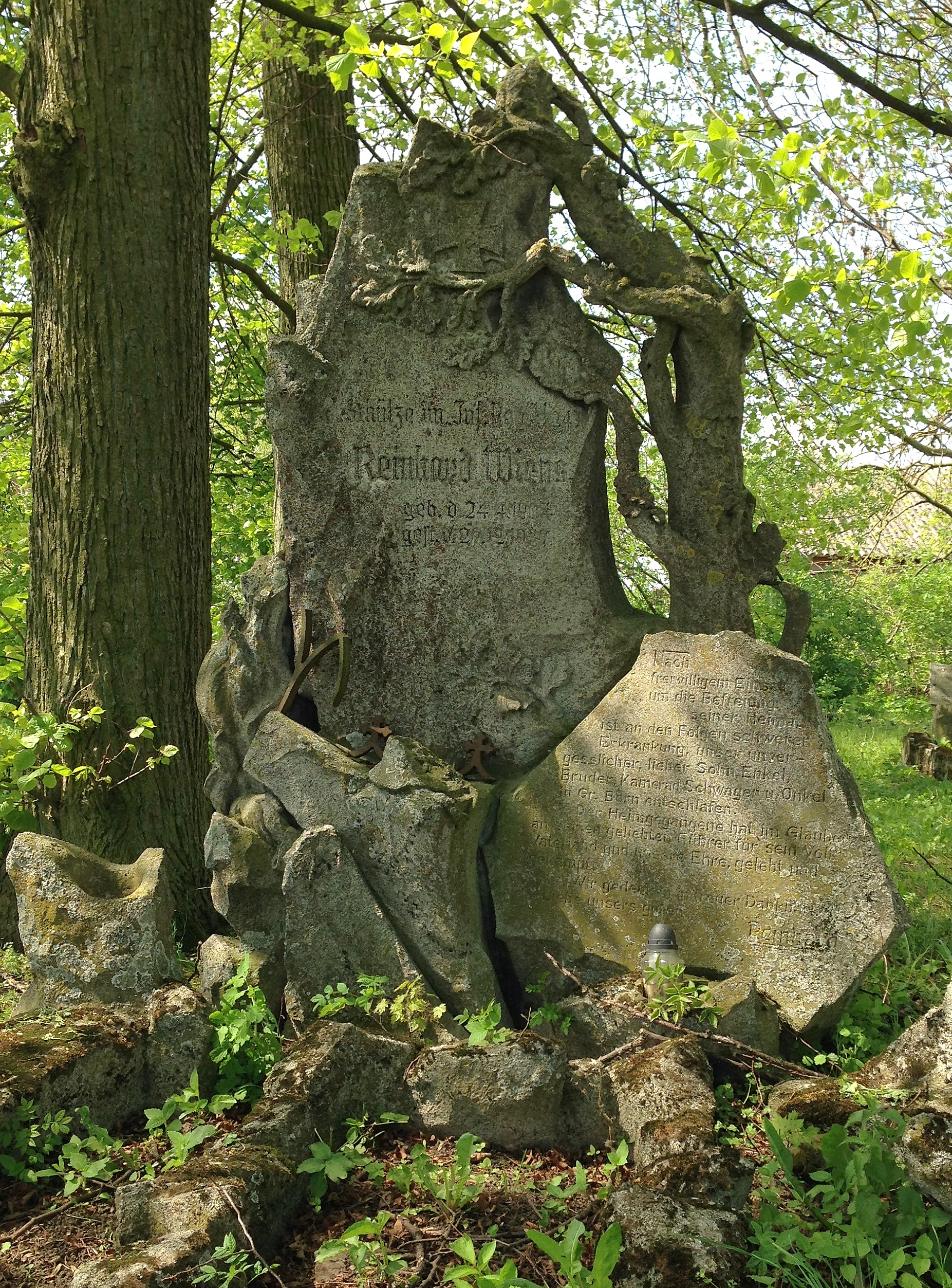
Kamienna stela z rzeźbionym drzewem

## Położenie i wygląd cmentarza
Cmentarz znajduje się z prawej strony drogi prowadzącej do Gniewa. Otoczony jest drzewami, ma kształt prostokąta. Podzielony jest na dwie części. Około 1/6 całości cmentarza stanowi odrębna kwatera, otoczona metalowym ogrodzeniem. Znajduje się na niej 9 tumb przykrytych płytami oraz 7 nagrobków w kształcie ściętych drzew. Wśród ocalałych obiektów znajduje się nagrobek z lat 40. XX wieku, ozdobiony ornamentyką typową dla kultury niderlandzkich osadników (motywy liści dębowych, konary drzewa, długa inskrypcja). Nosi jednak znak swastyki, co może oznaczać, iż wystawiono go niemieckiemu żołnierzowi, walczącemu podczas II wojny światowej.
Na cmentarzu nie występują typowe dla wielu cmentarzy mennonickich w regionie żeliwne krzyże.
Cmentarz pozostaje pod opieką szkoły w Wielkich Walichnowych.